# طایفه سگاری
طایفه سَگاری یا سَکاری یکی از طوایف بلوچ، اهل سنت و از ایل میر در استان سیستان و بلوچستان ایران است. علاوه بر اینکه این نام برگرفته از کوهِ سگار است، در زبان بلوچی و اردو به معنای شمشیر هلالی است. این طایفه علاوه بر بلوچستان ایران در دارالسلام و کراچی نیز سکونت دارند و به زبان فارسی، بلوچی و سواحلی صحبت می‌کنند.

## تاریخچه
محمدخان بلوچ جد بزرگ سَگاری‌ها، مدتی حاکم و رئیس سرباز در استان سیستان و بلوچستان بود. او طی درگیری‌هایی با نادر شاه افشار که با عنوان شورش محمدخان بلوچ از آن یاد می‌شود به قتل می‌رسد (یا در زندان خودکشی می‌کند) و فرزندانش به کیشکور و کوه سگار پناهنده می‌شوند؛ پس از آن است که نسل آنها به سَگاری معروف می‌شود. نیازخان و تقی و سعدی و سنایی از نسل محمدخان هستند که اجداد سَگاری‌ها هستند. تمام سَگاری‌هایِ شهرستان سرباز و فرزندان حاجی دادرحیم از اولاد سنایی هستند. محمد خان فرزند شیرخان و نوه میر افضل بزرگ جد میرها است. برادر او نبات پدر نباتزهی‌ها و شیخ محمد پدر میرها در نسکند بوده‌است. این طایفه از ملاکین و متنفذین شهرستان سرباز و ایرانشهر هستند.

## خاستگاه
به‌طور کلی خاستگاه اصلی این قوم در شهرستان سرباز است و به دلیل ازدواج‌های درون گروهی جمعیت آنها گسترش چندانی نداشته، اما در حال حاضر تعداد زیادی از آنها در تانزانیا زندگی می‌کنند.

## مهاجرت به تانزانیا
سومین و آخرین موج مهاجرت بلوچ‌ها به سمت تانزانیای فعلی که آن دوران تانگانیکا نام داشت حدوداً به بیش از ۱۰۰ سال پیش بازمی‌گردد. آنها رفته رفته با وارد شدن به تجارت و بازار کار در این منطقه تبدیل به یکی از موفقترین اقوام بلوچ در آن کشور شدند. از نامدارترینِ بلوچ‌های مهاجر در تانزانیا عزیز سگاری (سکاری) و فرزندان وی، از تجار این کشور و از کارآفرینان قاره آفریقا هستند. همچنین عزیز سگاری از خیّرینِ شهرستانِ ایرانشهر در استان سیستان و بلوچستان هم بود. در تانزانیا به فرزندان و نوادگان مستقیم او پسوند عزیز اضافه می‌شود که گاهی به عنوان فامیل از آن استفاده می‌کنند، در حال حاضر از سرشناس‌ترین افراد این طایفه رستم عزیز (سگاری) است.

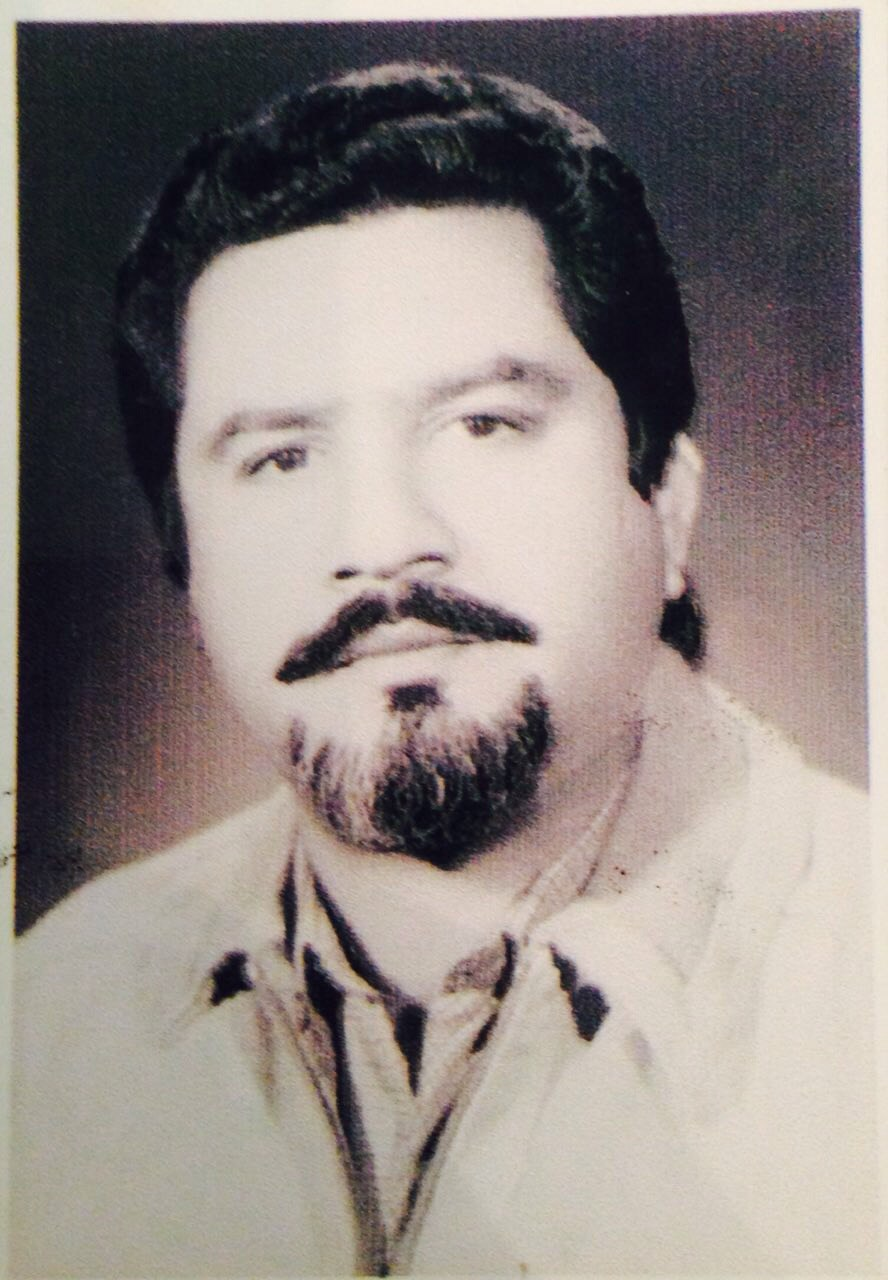
عزیز سگاری